# Maria Rosa Viadiu i Bellavista
Maria Rosa Viadiu i Bellavista (Solsona, 19 de març de 1937) ha estat una política catalana, diputada al Parlament de Catalunya en la segona legislatura.
Filla del diputat i militant d'Esquerra Republicana de Catalunya Francesc Viadiu i Vendrell. Passà la seva infantesa a l'exili. El juny de 1984 va substituir el difunt Ramón Fernández Jurado com a diputat elegit a les eleccions al Parlament de Catalunya de 1984 com a independent dins les llistes del PSC-PSOE. Fou membre de la Comissió d'Economia, Finances i Pressupost i de la Comissió de Justícia, Dret i Seguretat Ciutadana del Parlament de Catalunya.